# 微小狸藻
微小狸藻（學名：Utricularia pusilla）为狸藻屬一年生陆生食虫植物。其种加词“pusilla”来源于拉丁文“pusillus”，意为“非常小”，指其植株体型极小。微小狸藻分布于中美洲和南美洲，存在于阿根廷、伯利兹、玻利维亚、巴西、哥伦比亚、哥斯达黎加、古巴、多米尼加共和国、多米尼克、厄瓜多尔、圭亚那、危地马拉、法属圭亚那、洪都拉斯、牙买加、墨西哥、尼加拉瓜、巴拿马、巴拉圭、秘鲁、波多黎各、苏里南、特立尼达和委内瑞拉。

## 外部連結
- 食虫植物照片搜寻引擎中微小狸藻的照片 （页面存档备份，存于）

 维基共享资源上的相關多媒體資源：微小狸藻
 維基物種上的相關：微小狸藻